# Tälla göl
Tälla göl är en sjö i Växjö kommun i Småland och ingår i Ronnebyåns huvudavrinningsområde.